# Turboventilator

Turboventilator

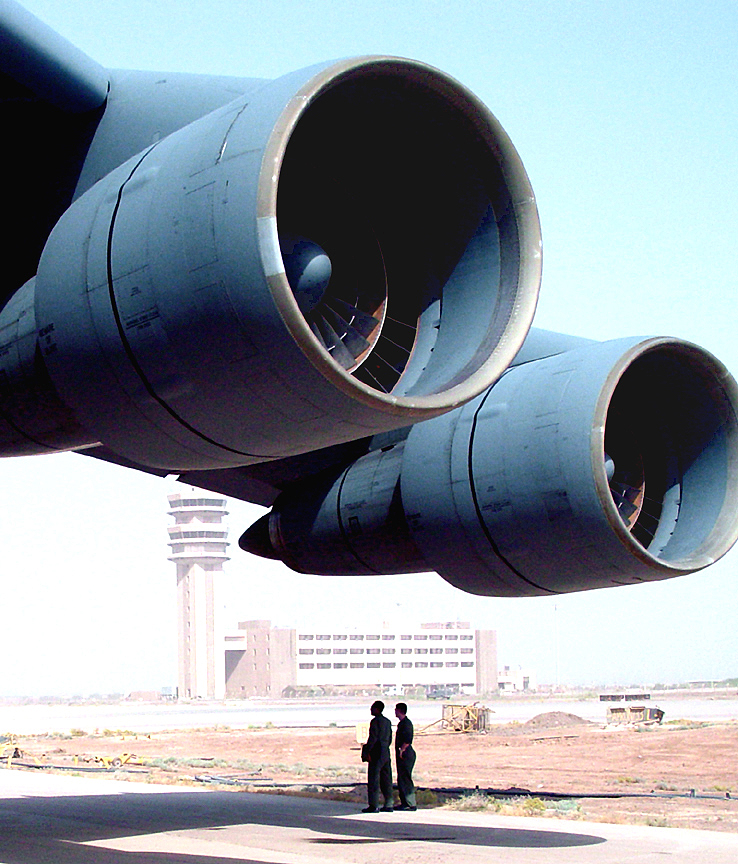
Turboventilatoare TF39 pe un transportor strategic greu Lockheed C-5 Galaxy.

Un turboventilator este un tip de motor de avion, similar cu un turboreactor. Constă dintr-un ventilator cu un turboreactor de diametru redus amplasat posterior acestuia care antrenează ventilatorul. O parte din curentul de aer din ventilator trece prin turboreactor unde este ars pentru a alimenta cu putere ventilatorul, dar majoritatea curentului trece pe lângă turboreactor, și produce cel mai mult din tracțiune.